# Julian Gerxho
Julian Gerxho (Fier, Albània, 21 de gener de 1985) és un futbolista albanès. Juga de davanter i el seu equip actual és el Flamurtari Vlorë de la Kategoria Superiore d'Albània.

## Clubs
| Club             | País    | Any           |
| ---------------- | ------- | ------------- |
| KS Apolonia Fier | Albània | 2003-2007     |
| KS Elbasani      | Albània | 2007-2008     |
| KS Shkumbini     | Albània | 2008-2009     |
| KS Apolonia Fier | Albània | 2009-2012     |
| Bylis Ballsh     | Albània | 2012-2014     |
| Flamurtari Vlorë | Albània | 2014- Present |